# مايكل فوكين

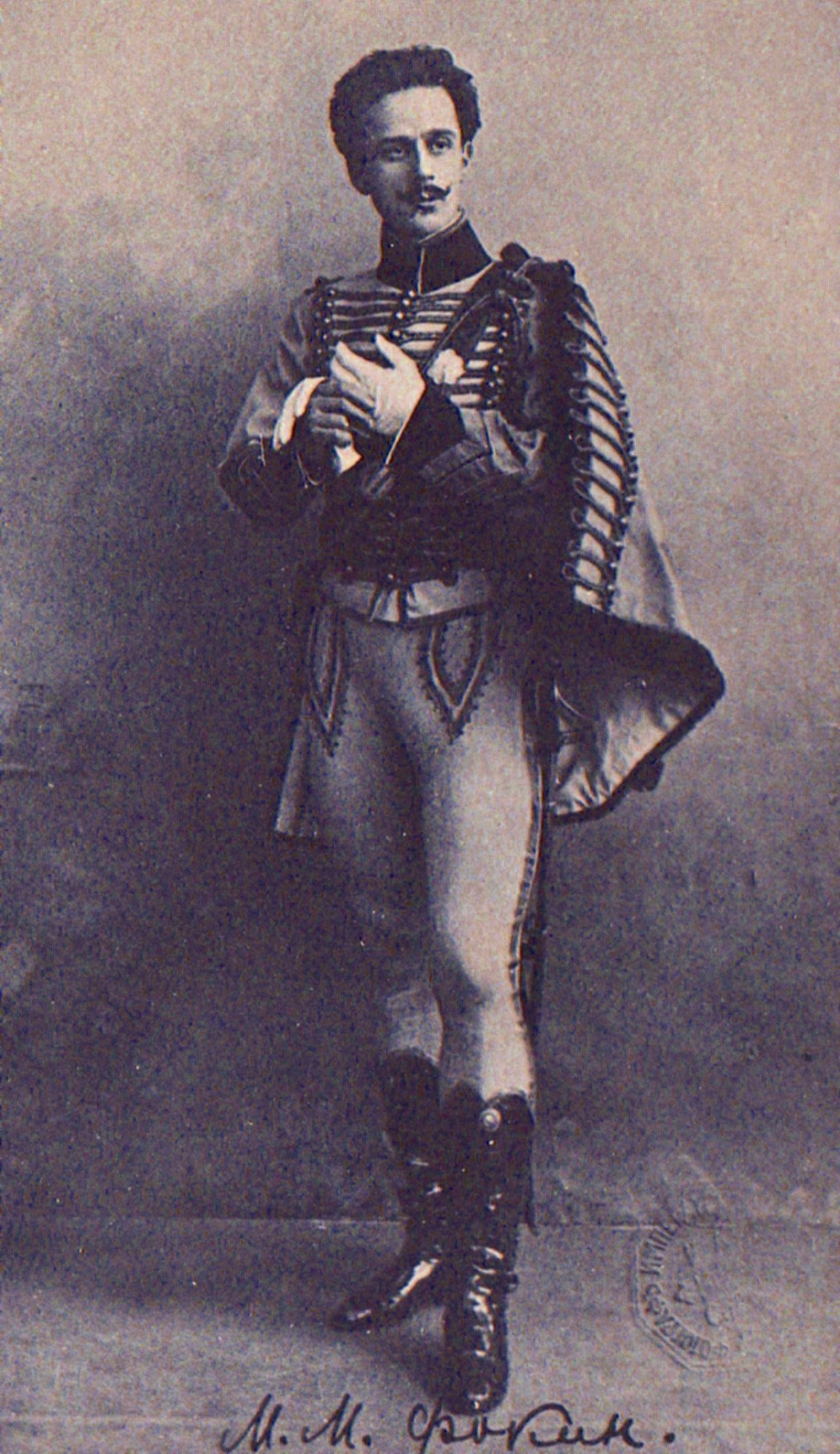
ميخائيل فوكين في زيه التقليدي أثناء قيامه بدور لوسيان دو هيرفيلي الذي أداه في باليه باكويتاالتي أنتجها ماريوس بيتيبا.
سانت بطرسبرغ، عام 1898.

مايكل فوكين، (بالإنجليزية: Michel Fokine)، (الروسية: Михаи́л Миха́йлович Фо́кин)، وهو «ميخائيل ميخايلوفيتش فوكين»، (22 أغسطس 1942) هو مصمم رقصات، وراقص روسي متميز.

## السيرة الذاتية
ولد فوكين في سانت بطرسبرغ لتاجر ميسور الحال من الطبقة المتوسطة، وفي سن التاسعة، تم قبوله في «مدرسة سانت بطرسبرغ الإمبراطورية للباليه» أكاديمية فاغانوفا للباليه.
وفي عام 1898، في الذكرى الثامنة عشرة لمولده، ظهر لأول مرة على خشبة مسرح مارينسكي الملكي في باكويتا، وقدم الباليه الملكي الروسي (الذي يعرف حاليًا باسم باليه مارينسكي.
وفي عام 1902، أصبح معلمًا في مدرسة الباليه. وكان من بين تلامذته ديشا ديلتيل، وبرونيسلافا نيجينسكا.
وكان فوكين تواقًا إلى التخلي عن التقاليد النمطية في رقصات الباليه. ولم تكن حركات الباليه الرائعة غاية يسعى إليها بقدر ما كانت وسيلة للتعبير عن المشاعر الداخلية. وكان يؤمن أيضًا بأن الكثير من الملابس والإيماءات في الباليه ليست انعكاسًا للأفكار التي تلمح إليها رقصات الباليه. ولذلك أراد فوكين أن يجرّد الباليه من الإيماءات المصطنعة والملابس البالية. إضافة إلى أنه انتهج نهجًا إصلاحيًا - حيث كان مصمم رقصات - فحال بين راقصات البالية وبين أحذية بوينت وكان يدربهم على الحركات الحرة لليدين والجذعين. وعرض أفكاره الإصلاحية على إدارة المسرح الملكي، ولكنها لم تلقَ قبولاً عندهم. ومن بين أعماله الأولى باليه «آسيس وجلاتيا» (عام 1905) وباليه «موت البجعة» (عام 1907) الذي كان رقصًا منفردًا «لآنا بافلوفا»، تم تصميمه على موسيقى «لو سين».
وفي عام 1909، دعا سيرغي دياغيليف، «فوكين» إلى تصميم رقصات شركته «باليه روس» في باريس. إلا أن هذا الحال لم يدم طويلاً، حيث أوقف «فوكين» تعامله معه في 1912، ردًا على إنهاء دياغيليف شراكته مع فاسلاف نيجينسكاي.
ويرجع تاريخ العرض الأول للأوبرا، في باريس الديك الذهبي، إلى عام 1914، حيث كان باليه أوبراليًا لفوكين.
ثم انتقل فوكين وعائلته إلى السويد عام 1918، وأنشأ فيما بعد مسكنه في نيويورك الذي أسس فيه مدرسة لتعليم الباليه وكان دائم الظهور في عروضه مع زوجته فيرا فوكينا (Vera Fokina). وحصل على الجنسية الأمريكية عام 1932.

## المشهور من أعماله
ظهر «فوكين» فيما يربو على 70 عرضًا للباليه في أوروبا والولايات المتحدة، ويشتهر بعدة أعمال:
- (تشوبينيانا)، روجعت لتصبح ليه سيلفيديس[الإنجليزية].
- الكرنفال.
- لو بافيلون دو أرميد[الإنجليزية].

ومن بين تصميماته لشركة باليه روس: طائر النار، وبيتروشكا، لو سبكتا دو لا روز (Le Spectre de la Rose) ودافينس وشلوي. وصمم أيضًا لباليه روس رقصات على موسيقى ريمسكي كورساكوف في لحن شهرزاد.
ولا تزال تؤدي فرق الباليه المتميزة عالميًا رقصاته، حيث قدمت فرقة باليه مارينسكي عروضًا لأعماله التاريخية في كوفنت غاردن في لندن في أواخر يوليو عام 2011.

## وفاته
تُوفي «فوكين» في نيويورك في 22 أغسطس 1942.

## المقالات
- عدد الأحد من نيويورك تايمز جاك أندرسون في 7 سبتمبر 1980

## وصلات خارجية
- مايكل فوكين على موقع IMDb (الإنجليزية)
- مايكل فوكين على موقع الموسوعة البريطانية (الإنجليزية)
- مايكل فوكين على موقع قاعدة بيانات برودواي على الإنترنت (الإنجليزية)

- Fokine, Michel, 1880-1942. Papers: Guide. in the Harvard Theatre Collection, Houghton Library, Harvard College Library
- Fokine, Michel (1880 - 1942) at Australia Dancing
- The Fokine Estate archive